# El Fortín Alto
El Fortín Alto är en ort i Mexiko.   Den ligger i kommunen San Miguel Chicahua och delstaten Oaxaca, i den sydöstra delen av landet, 290 km sydost om huvudstaden Mexico City. El Fortín Alto ligger 2 393 meter över havet och antalet invånare är 680.
Terrängen runt El Fortín Alto är lite kuperad. Runt El Fortín Alto är det glesbefolkat, med 8 invånare per kvadratkilometer. Närmaste större samhälle är Asunción Nochixtlán, 16,9 km söder om El Fortín Alto. I omgivningarna runt El Fortín Alto växer huvudsakligen savannskog.